# Ente nazionale previdenza e assistenza ai dipendenti statali
L'Ente nazionale di previdenza e assistenza per i dipendenti statali, meglio conosciuto con l'acronimo ENPAS, era l'ente pubblico previdenziale italiano, istituito durante il regime fascista con la legge 19 gennaio 1942 n. 22 per provvedere alla previdenza e all'assistenza sanitaria dei dipendenti delle amministrazioni statali e dei loro familiari; tra i primi a presiederlo si ricorda Pasquale Lugini.
Nel 1977, dando attuazione all'articolo 117 della Costituzione, le competenze in materia sanitaria furono trasferite alle Regioni e l'Ente fu posto in liquidazione nel 1978 al momento dell'istituzione del Servizio sanitario nazionale.
Nel 1994 è confluito nell'INPDAP.